# Gunzelin de Meissen
Gunzelin de Kuckenburg (h. 965 - después de 1017) fue un margrave de Meissen desde 1002 hasta 1009. Pertenecía a la familia de los Ekkehardiner o Ecardinos.
Era el segundo hijo del margrave Gunter de Merseburgo (h. 949-982), y por lo tanto hermano menor del margrave Ecardo I de Meissen, y posiblemente medio hermano (o cuñado) del príncipe polaco Boleslao I el Bravo. Gunzelin tenía tierras alodiales alrededor del castillo de Kuckenburg (en lo que hoy es Obhausen) cerca de Querfurt.
Después de la muerte de su padre en la batalla de Stilo (982), su hermano mayor se enfeudó con el margraviato de Meissen por el rey Otón III. En 1002, después del intento fallido de Ecardo de acceder al trono en la Elección real germana y su posterior asesinato, Boleslao ocupó Meissen, pero el nuevo rey, Enrique II le obligó a abandonarlo y en lugar de ello, aceptó la Marca de Lusacia con las vecinas tierras Milceni. Lusacia quedó así separada de Meissen, que fue entregado a Gunzelin a petición de Boleslao.
En otoño de 1004, Gunzelin intervino en el exitoso asedio de Enrique de Bautzen (Budusin), que había sido ocupada por los polacos en 1002. Está documentado por el obispo Tietmaro de Merseburgo que el castillo habría sido saqueado si no fuese por la insistencia de Gunzelin en que los polacos pudieran partir libremente y el castillo conservarse. Los polacos en retirada, sin embargo, devastaron partes de su marca. Gunzelin a partir de entonces residió en Budusin. 
Gunzelin combatió con sus sobrinos, Germán y Ecardo II, en lo que fue una de las peores guerras civiles de la Alemania del siglo XI. El enfrentamiento se refería al "insulto y humillación que conlleva tomar y destruir una residencia fortificada." También se refería a la alegación de que Gunzelin había vendido wendos capturados a los judíos como esclavos. El comercio de esclavos eslavos era un gran tema en el noreste de Alemania en aquella época. A veces incluso se esclavizaba a alemanes. La mayor parte de los eslavos eran prisioneros de guerra. La iglesia, sin embargo, en gran medida se opuso al comercio de esclavos: Tietmaron se alzó contra la práctica "bárbara" que los sajones habían mostrado de dividir las familias para venderlos. 

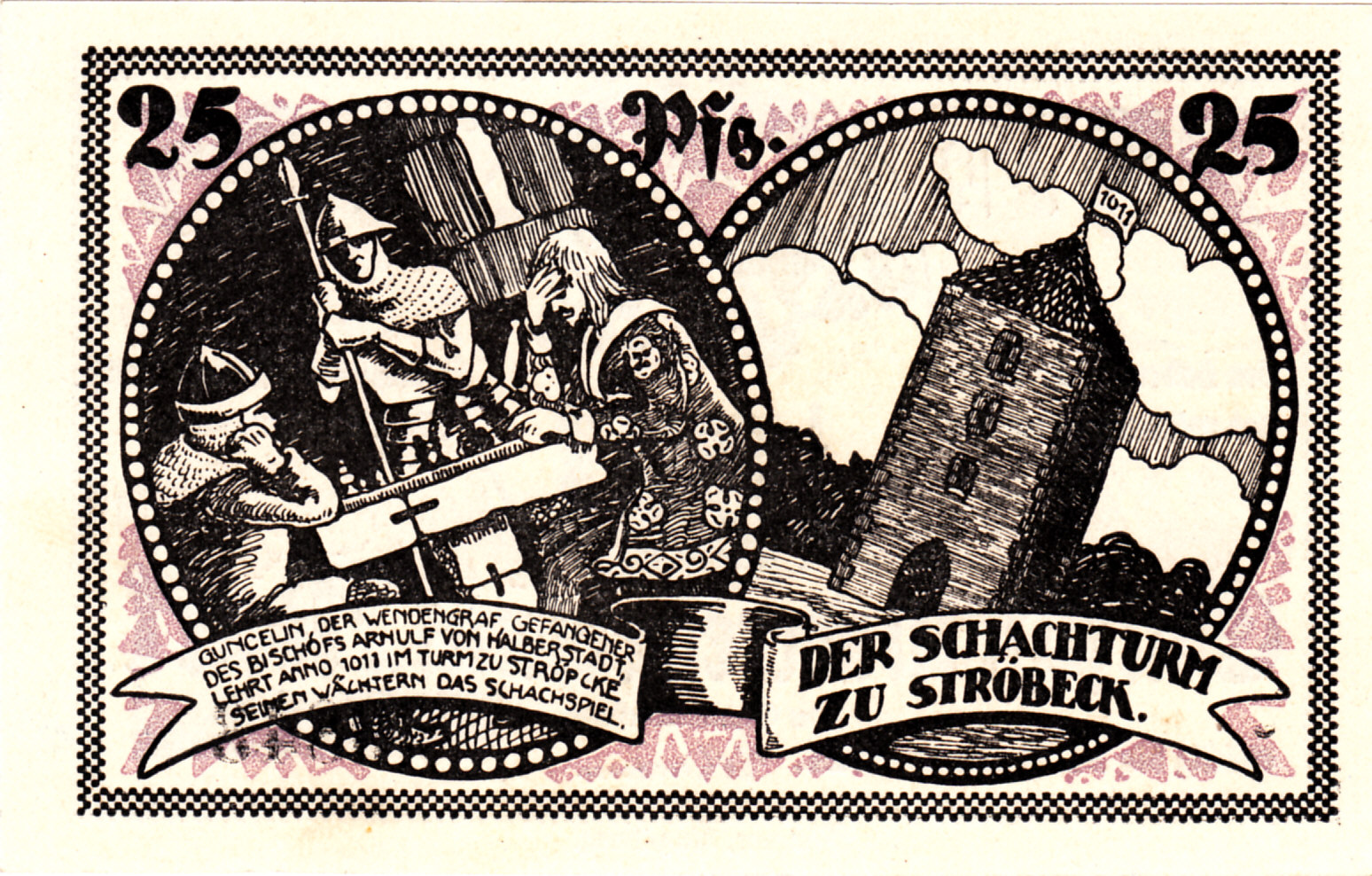
Gunzelin enseña el ajedrez a sus guardias, 1921 Nota Notgeld

Gunzelin y Boleslao mantuvo relaciones amistosas hasta 1009, cuando el primero fue depuesto por el rey Enrique por sospechar de una alianza con Boleslao contra él. El margrave había viajado a Merseburgo para un Fürstentag, donde el 5 de junio fue arrestado y entregado para su guarda al obispo Arnulfo de Halberstadt. Su margraviato fue entregado a su sobrino Germán; mientras el propio Gunzelin fue apresado durante ocho años en la aldea de Ströbeck cerca de la abadía de Drübeck en el Harzgau sajón. De acuerdo a la leyenda, Gunzelin pasó su prisión jugando al ajedrez y enseñándoselo a sus guardas. Otras fuentes citan a Bamberg como su lugar de detención. Liberado en 1017, murió poco después. 